# Un esposo para Estela
Un esposo para Estela é uma telenovela venezuelana produzida e exibida pela Venevisión entre 16 de setembro de 2009 e 5 de março de 2010.
Foi protagonizada por Daniela Alvarado e Luis Gerónimo Abreu e antagonizada por María Antonieta Castillo, Carlota Sosa, Sonia Villamizar e Karl Hoffman.

## Sinopse
Estela Morales é uma jovem órfã que possui uma fazenda em ruínas e cheia de dívidas denominadas " El Vendaval ". Quando sua mãe morre, Estela descobre que ela precisa de um marido para poder cobrar a herança que ela deixou. Desesperada, vendo que essa é a única maneira de ganhar dinheiro para salvar a fazenda, coloque um anúncio no jornal solicitando candidatos. Entre os muitos homens que se apresentam ao chamado, se encontra Adriano Alberti, herdeiro de uma cadeia hoteleira internacional. De todos os candidatos ele é o único que a conhece ou a conheceu.
Um mês antes, ambos se encontraram na ilha de Curazao. Ela queria morrer; ele queria esquecer. Por uma noite, essas duas solidões jogaram para ser felizes. No dia seguinte, a mulher desapareceu sem deixar vestígios. Ao mesmo tempo em que Adriano descobriu que um caro colar de família não estava mais no cofre. Adriano decide que irá ao Vendaval para recuperar a jóia que ele acredita estar nas mãos de Estela, mas na realidade ele quer provar que ela é inocente.

## Elenco
- Daniela Alvarado - Estela Margarita Morales Estevez
- Luis Gerónimo Abreu - Adriano Filipo Alberti Menocal
- Marcos Moreno - Feliciano Fundora
- Violeta Alemán - Herminia Estevez de Morales
- María Antonieta Castillo - Marìa Claudia Morales Estevez
- Carlos Julio Molina "13" - Romulo Guevara
- Marjorie Magri - Clara Morales Estevez
- Antonio Delli - José Carlos Guerrero
- Sonia Villamizar - Ornella Guerrero
- Bebsabé Duque - Cristina Vega
- Carlota Sosa - Ricarda Roldán vda. de Noriega
- Karl Hoffman - Mario Alberti
- Eulalia Siso - Aitana Menocal de Alberti
- Martin Brassesco - Felipe Vega
- Greisy Mena - Malena Alberti Menocal
- Ludwig Pineda - Emeterio Pérez
- Javier Valcarcel - German Urquiza
- Verónica Ortiz - Elvira Domíguez
- Reina Hinojosa - Gilda Domínguez
- Christian McGaffney - Delfín Fundora
- Erick Noriega - Pío Doce
- Guillermo Garcia - Dorian Delgado
- Mauro Boccia - Dante Delgado
- Jesús Miranda - Purri
- Christina Dieckmann - Jennifer Noriega Roldán
- Adriana Prieto - Celeste
- Alicia Plaza - Priscila
- Leopoldo Regnault - Gastón Morales
- Amalia Laurens
- Macarena Benítez
- Melisa Álvarez
- Regino Jiménez

## Versões
- La mujer del vendaval - Telenovela mexicana produzida pela Televisa em 2012 e protagonizada por Ariadne Díaz e José Ron[2].